# Бондаренко Володимир Петрович (вчений)
Володи́мир Петро́вич Бондаре́нко (19 січня 1939 — 29 жовтня 2020) — вчений у галузі твердих сплавів та зернистих композиційних матеріалів, член-кореспондент НАН України.

## Біографічні відомості
Вищу освіту В. П. Бондаренко здобув у Київському політехнічному інституті, металургійний факультет якого закінчив у 1961 році. Тоді ж був направлений на роботу в ЦКТБ твердосплавного інструменту Держплану УРСР (нині Інститут надтвердих матеріалів імені В. М. Бакуля НАН України).
У 1965 р. В. П. Бондаренко стає першим аспірантом кафедри порошкової металургії Київського політехнічного інституту.
У 1968 року після успішного захисту кандидатської дисертації повернувся до інституту надтвердих матеріалів Держплану УРСР, в лабораторію твердих сплавів, де пройшов шлях від молодшого наукового співробітника до завідувача відділу технологій виробництва твердих сплавів і композиційних матеріалів, заступника директора інституту надтвердих матеріалів НАН України, заступника генерального директора алмазнотехнологічного концерну АЛКОН НАН України, віце-президента асоціації «Надтверді матеріали» і «Бурова техніка».

## Наукові зацікавлення
Володимир Петрович вивчав закономірності навуглецювання вольфраму і одержання сумішей карбіду вольфраму з кобальтом у метановодневому середовищі в широкому інтервалі температур. На основі цих досліджень розроблена принципово нова екологічно чиста технологія виробництва твердих сплавів, яка забезпечує одержання твердих сплавів з граничною пластичною деформацією, що в 2—3 рази перевищує значення цього показника для серійних твердих сплавів.
Значний внесок вчений зробив у триботехнічне матеріалознавство. Він уперше запропонував узагальнену модель пари тертя з композиційних матеріалів, обґрунтував параметри сукупної поверхні тертя, вивів рівняння для кількісної оцінки цих параметрів, обґрунтував новий механізм тужавлення (схоплення поверхонь, що зазнають тертя) тертьових поверхонь і рівняння для оцінки критичних тисків тужавлення. Базуючись на розроблених принципах, учений створив гаму ефективних триботехнічних композитів типу ВНГр, КХНПР, ВНС, трібоніт, бронзосікар.
Рекомендації із структури та властивостей твердих сплавів для апаратів високого тиску і технології їх виробництва були передані Всесоюзному науково-дослідному інституту твердих сплавів і Московському комбінату твердих сплавів, які налагодили серійне виробництво високоефективних деталей апаратів високого тиску. Застосування таких деталей на Полтавському заводі штучних алмазів і Львівському виробничому об'єднанні «Алмазінструмент» дало змогу організувати масовий випуск алмазів і алмазнотвердосплавних пластин для бурового інструменту. В. П. Бондаренко активно співробітничає з рядом великих заводів твердих сплавів Російської Федерації.
Останнім часом ним розроблені наукові основи технології регенерації кускових відходів твердих сплавів груп ВК і ТК. Для України, яка не має своїх родовищ дефіцитного вольфраму, кобальту, нікелю, ця технологія має дуже важливе значення.
В. П. Бондаренко очолює в Інституті надтвердих матеріалів секцію Вченої ради «Надтверді матеріали для породоруйнівного інструменту». При цьому він приділяє увагу зростанню наукових кадрів, значному підвищенню ефективності бурових інструментів, розширенню їхнього виробництва, становленню вітчизняного виробництва твердих сплавів.
Вчений розробив міжвідомчу програму «Тверді сплави», у якій критично розглянуто стан наукових розробок і виробництва твердих сплавів в Україні, обґрунтовано стратегію розвитку твердосплавного виробництва в Україні, шляхи створення вітчизняної сировинної бази для одержання твердих сплавів, відновлення існуючих багатосерійних і дрібносерійних виробництв твердих сплавів, необхідність створення нового виробництва ударостійких твердих сплавів для вугільної промисловості і високопластичних твердих сплавів для обробки металів тиском, виробництво яких в Україні відсутнє, запропоновано головні напрями перспективних наукових досліджень в галузі твердих сплавів.

## Винахідницька діяльність
В. П. Бондаренко веде активну винахідницьку діяльність.
Він має 53 авторські свідоцтва, 8 патентів України, Російської Федерації, Узбекистану.

## Громадська діяльність
В. П. Бондаренко — голова Міжвідомчої ради з проблем твердих сплавів при Відділенні фізико-технічних проблем матеріалознавства НАН України, заступник голови секції наукової ради «Надтверді матеріали», член редколегії журналів «Сверхтвердые материалы» та «Інструментальний світ», член трьох спеціалізованих рад із захисту дисертацій.
Є членом Громадської ради при Державному агентстві з питань науки, інновацій та інформатизації України.

## Праці
Володимир Петрович Бондаренко широко відомий за кордоном. Його роботи високо цінують фахівці в Російській Федерації, Китаї та інших країнах світу.
Більша частина наукових робіт В. П. Бондаренка спрямована на підвищення експлуатаційної стійкості твердосплавних деталей апаратів високого тиску для синтезу алмазу, кубічного нітриду бору та спікання полікристалічних і шаруватих пластин із надтвердих матеріалів.
Ним опубліковано 4 монографії, 150 наукових праць у провідних журналах і збірниках наукових праць України, Англії, Польщі.